# Straßgräbchen
Straßgräbchen (sorbisch Nadrózna Hrabowkaⓘ) ist seit dem 1. Januar 2007 ein Ortsteil der sächsischen Stadt Bernsdorf im Landkreis Bautzen.

## Geographie
Zwei Kilometer südlich von Bernsdorf, etwa 10 km nördlich von Kamenz und knapp 20 km südwestlich von Hoyerswerda liegt Straßgräbchen innerhalb ausgedehnter Wälder im Naturraum der Königsbrück-Ruhlander Heiden unweit seines Überganges zum Oberlausitzer Heide- und Teichgebiet.
Der entlang der S 94 gelegene Dorfteil am nördlichen Ortsausgang in Richtung Bernsdorf entstand aus dem Vorwerk Grüneberg und war ursprünglich ein separates Dorf.

## Geschichte
| Jahr | Einwohner |
| ---- | --------- |
| 1755 | 167       |
| 1834 | 253       |
| 1871 | 365       |
| 1890 | 520       |
| 1910 | 764       |
| 1925 | 785       |
| 1939 | 855       |
| 1942 | 855       |
| 1946 | 1011      |
| 1947 | 1055      |
| 1950 | 1012      |
| 1964 | 1054      |
| 1990 | 935       |
| 1993 | 991       |
| 1995 | 1016      |
| 1999 | 902       |
| 2001 | 803       |
| 2004 | 794       |
| 2006 | 765       |
| 2007 | 776       |
| 2011 | 688       |

Straßgräbchen wurde in einer Urkunde des Bischofs von Meißen vom 19. Mai 1225 unter dem sorbischen Namen Grabowe erstmals erwähnt. Es gehörte damals zur Parochie Kamenz. Als Sachsen nach dem Wiener Kongress 1815 unter anderem den nordöstlichen Teil der Oberlausitz an Preußen abtreten musste, verlief die sächsisch-preußische Grenze für die nächsten 130 Jahre nördlich des Dorfes. Ein Nebeneffekt des Bauernlegens und der Grenzziehung war, dass zwischen dem Dorf und der Landesgrenze Häuslersiedlungen entstanden, die zu einem Anwachsen der Einwohnerzahl führten.
Im Jahr 1874 bekam Straßgräbchen einen Bahnhof an der Bahnstrecke nach Kamenz, Senftenberg und Berlin. Die Fertigstellung der durchgehenden Strecke von Klotzsche nach Straßgräbchen erfolgte 1934.

### Ortsname
Der deutsche Ortsname hat nichts mit dem „Straßengraben“ zu tun, sondern stammt von der sorbischen Bezeichnung Hrabowka bzw. Grabowka für eine kleine Siedlung bei den Hainbuchen oder am Buchenwald (altsorbisch grab = „Hainbuche“, vgl. obersorbisch hrab). Zur Unterscheidung vom Nachbarort Großgrabe (Hrabowa) wurde das Präfix „Straß-“ hinzugefügt, welches sich auf die Lage an der Straße von Kamenz nach Ruhland bezieht.
Mit der Zeit änderte sich der Ortsname: Um 1225 hieß Straßgräbchen Grabowe, später Hungheregen Grabowe (1383), Mali Grobaw (1455), Cleine Grabichin (1476), Grebichen (1566).

### Rittergut

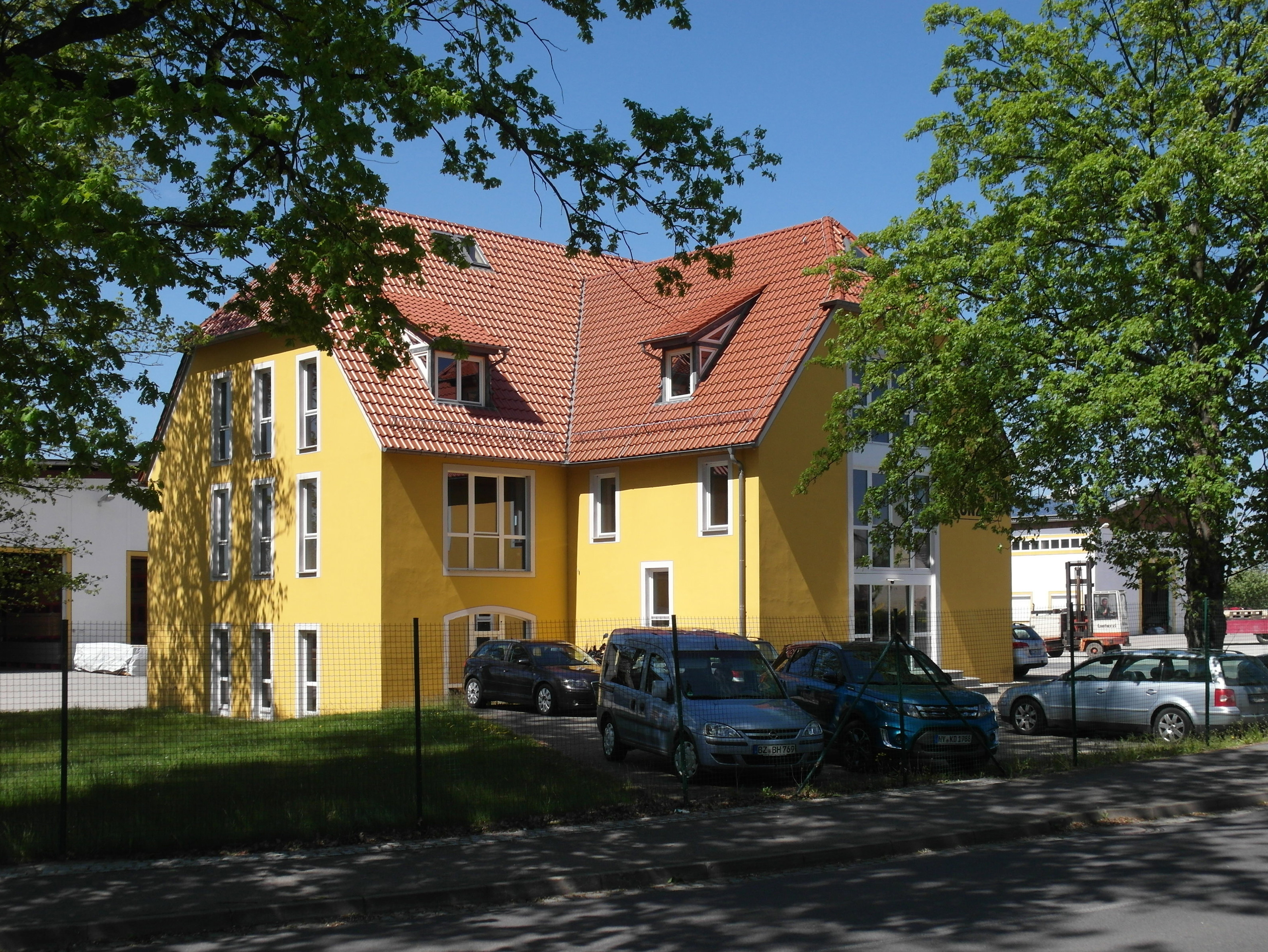
Straßgräbchen: Herrenhaus des ehem. Ritterguts

Nachweislich seit spätestens 1432 hatte Großgräbchen einen Rittersitz, der später zu einem Rittergut ausgebaut wurde und zunächst Besitz adeliger Grundherren war. Seit 1476 war Straßgräbchen im Besitz der Stadt Kamenz, wurde ihr im Zuge des Oberlausitzer Pönfalls jedoch bereits 1547 durch König Ferdinand I. konfisziert. Nachdem die neuen Besitzer der Familie von Ponickau das Bauernlegen in größerem Umfang betrieben, kam es 1620/1621 zu einem Aufstand, der durch die Adelsfamilie hart geahndet wurde. Genannt wurde zuletzt ein Hans Otto von Ponickau. Am 13. März 1642 verkauften seine Erben und Kreditoren das Gut an die Stadt Kamenz. In der Folge wurde das Bauernlegen fortgeführt, so dass von den ursprünglich 23 Hufen bis 1660 nur noch 14 davon verblieben. 1663 ging der Herrensitz wieder in adelige Hände, nachgewiesen sind die Erwerbung durch Ludwig von Kahle, Nachfolger sein Sohn Christoph von Kahle. Dieser veräußerte das Gut an Jakob von Len(t)z. Seine Witwe Marianne, geb. von Plessen, wiederverheiratete Gräfin von Löwenschild, richtete noch eine Stiftung zur Armenunterstützung ein, auf das Rittergut Straßgräbchen radiziert. Das Anwesen ging aber an die Gebrüder von Hannikat. Der anhaltende stetige Wechsel in der Gutsherrschaft in Straßgräbchen wird durch den Weiterverkauf an Benno Siegismund von Gersdorff zementiert, auch wenn der Erbfall an seinen Sohn Johann Nikolaus von Gersdorff 1746 eintrat und mit der Abtretung an seine Mutter vollzogen wurde. Noch im gleichen Jahr übernahm Gottlieb Graf von Holtzendorff, der es wiederum seiner Ehefrau Eleonore Charlotte von Beust im Nießbrauch auf Lebenszeit überließ. Bei der Feudalablösung 1840 standen im Ort nur noch 9 Hufen in bäuerlichem Besitz. Ein weiterer Aufstand im Jahr 1791 wurde ebenfalls hart bestraft. 1862 erwarb der Schönburg’sche Kämmerer Victor Leopold Swoboda-Elzenburg, verheiratet mit Ernestine von Tümpling, das örtliche Rittergut. Ihm gehörte u. a. Schloss Radibor mit dem Allodial-Rittergut in Radibor. In schneller Abfolge sind als Gutsbesitzer vor Ort 1867 der Amtmann Carl August Hayner, 1874 der Kaufmann Heinrich August Scharr, zu 110.000 Taler, folgend August Küpper, der für den Kauf 375.000 Mark einsetzte. Zum 30. August 1877 galt der briefadelige Robert von Domarus (1830–1882) als neuer Gutsherr, für die Summe von 375.000 Mark. Ein späterer Gutsbesitzer, Anton Seidel, war sogar seit 1910 Patentinhaber.
Um 1925, bei der letzten amtlichen Erhebung durch ein Güter-Adressbuch des Freistaates Sachsen, gehörte das Rittergut Straßgräbchen wieder der Stadt Kamenz, Größe 307 ha, davon waren 83 ha Ackerflächen. Als Verwalter fungierte der kgl. preuß. Hauptmann d. Landwehr-Inf. a. D. Hartmann von Landwüst, er war ebenso Administrator mehrerer Rittergüter in der Region. Zeitgleich gab es am Ort sieben weitere landwirtschaftliche Betriebe, von 15 bis 31 ha. Das Rittergut wurde weiterhin immer wieder verpachtet. 1945 erfolgte keine konventionelle Enteignung der Stadt Kamenz während der Bodenreform. Der Gutshof wurde 1950 in ein Volksgut umgewandelt. Das Herrenhaus diente u. a. als Lehrlingswohnheim. Zusätzlich waren im Herrenhaus Offiziere der Roten Armee, respektive der Sowjetarmee, untergebracht.

### Militärstandort
Zu DDR-Zeiten war Straßgräbchen Standort des FLA-Raketenregiments 31 namens „Jaroslaw Dombrowski“. Die Einheit gehörte zur 1. Luftverteidigungsdivision der NVA. Des Weiteren befanden sich in der benachbarten Region um Kamenz, hier die OHS „Franz Mehring“, in Bautzen die OHS „Otto Lilienthal“, sowie für die weiteren Studiengänge in Löbau und Rothenburg die zentralen Ausbildungseinrichtungen der Luftstreitkräfte der Nationalen Volksarmee.

### Bevölkerungsentwicklung
Aus dem Jahr 1547 sind für Straßgräbchen 27 besessene Mann überliefert. Durch Bauernlegen verschob sich die Bevölkerungsstruktur, so dass 1777 noch 14 besessene Mann wirtschafteten. Zusätzlich gab es in jenem Jahr vier Gärtner und acht Häusler.
Noch Ende des 17. Jahrhunderts war die Einwohnerschaft überwiegend sorbischsprachig. So berichtete der Großgraber Ortspfarrer Christian Prätorius 1691 bezüglich der deutschen Sprache im Ort, es gebe dort „wegen der anwesenden Herrschafft, und deutschen Heyrathen, auch einen guten Anfang“.
Zwischen 1834 und 1939 stieg die Einwohnerzahl von 253 auf 855 um mehr als das Dreifache. Nach dem Zweiten Weltkrieg überschritt sie für längere Zeit die Marke von 1000 Einwohnern.
Nachdem 1990 nur noch 935 Einwohner zu verzeichnen waren, stieg die Zahl bis 1995 wieder auf über 1000 an, fiel jedoch bis 2001 auf rund 800 ab. Bis 2007 war nur noch ein marginaler Rückgang zu verzeichnen.

### Religionen
Die evangelischen Christen Straßgräbchens gehören zur Kirchengemeinde Großgrabe. 1925 betrug ihr Anteil an der Gesamtbevölkerung des Ortes 96,7 Prozent. Der Anteil der 23 Katholiken war mit 3 Prozent vergleichsweise gering.

## Wirtschaft

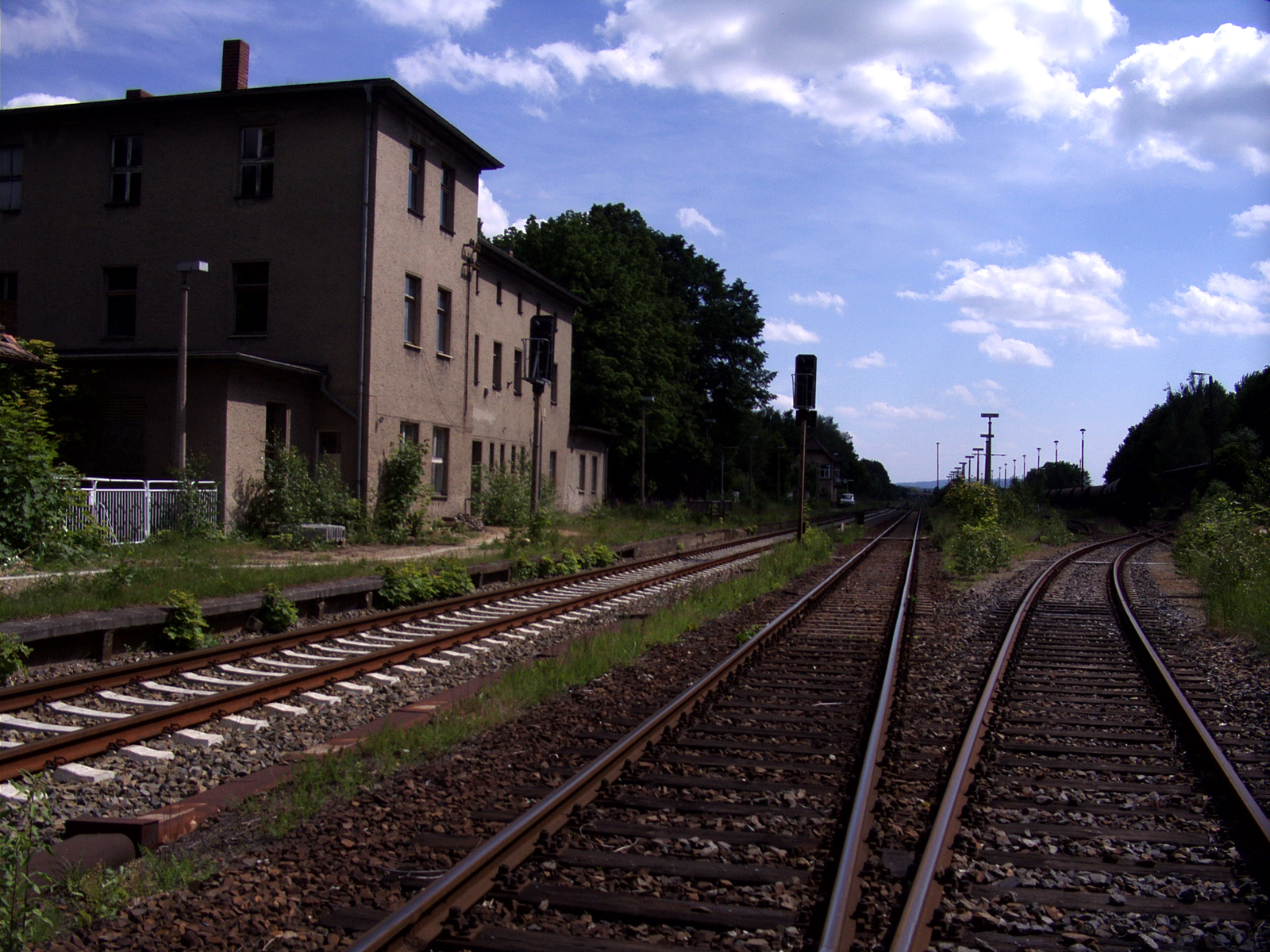
Empfangsgebäude des Bahnhofs Straßgräbchen-Bernsdorf

### Verkehr
Die nahegelegene Bundesstraße 97 ist über Bernsdorf zu erreichen.
In Straßgräbchen befindet sich der Bahnhof Straßgräbchen-Bernsdorf (Oberlausitz). Er liegt am Kreuzungspunkt der Bahnstrecken Dresden-Klotzsche–Straßgräbchen-Bernsdorf und Lübbenau–Kamenz (Abzweig der Berlin-Görlitzer Eisenbahn). Der Personenverkehr nach Straßgräbchen wurde zum 24. Mai 1998 eingestellt; zum 5. November 2000 wurde der Streckenabschnitt Königsbrück–Straßgräbchen stillgelegt und 2004 abgebaut.
Von 1911 bis 1952 bestand die Bahnstrecke Straßgräbchen-Bernsdorf–Hoyerswerda, die für den Güterverkehr verschiedener, an der Strecke gelegener Braunkohlegruben und Glashütten genutzt wurde. Diese Strecke wurde noch bis 1993 bis Zeißholz genutzt.

### Ansässige Unternehmen
Das im Jahr 2000 eröffnete Werk der TD Deutsche Klimakompressor GmbH (TDDK), einer TICO/Denso-Tochtergesellschaft, stellt in Straßgräbchen mit 785 Mitarbeitern für die Automobilindustrie Kompressoren für Autoklimaanlagen her. 2005/2006 wurde zusätzlich eine Aluminiumgießerei errichtet.

### Bildungseinrichtungen
Straßgräbchen verfügte über eine Grundschule und eine Mittelschule, die aber 2001 bzw. 2004 geschlossen wurden. In der alten geschlossenen Schule wurden nach kurzer Zeit (2004) ein Kindergarten sowie Krippenplätze eingerichtet.

## Bundeswehr
Im Dezember 2023 gab das Bundesministerium der Verteidigung bekannt, dass in Straßgräbchen eine neue Kaserne mit Standortübungsplatz und -schießanlage entstehen soll. Der neue Bundeswehrstandort soll 800 Dienstposten umfassen, davon 700 Soldaten des neu aufzustellenden Logistikbataillons 471, das vorerst im Camp Oerbke auf dem Truppenübungsplatz Bergen stationiert werden wird. Das Gelände wurde vom Freistaat Sachsen vorgeschlagen. Der Neubau ist eine Maßnahme zum Ausgleich der Folgen des Endes des Braunkohlebergbaus im Lausitzer Braunkohlerevier.

## Persönlichkeiten
- Margitta Schmidtke (* 1944), Politikerin (SPD), Abgeordnete in der Bremischen Bürgerschaft